# Loa loa
Pour les articles homonymes, voir Loa.
Espèce
Synonymes
- Filaria loa Cobbold, 1864[1]

La Filaire loa, Loa loa, est une espèce de vers filiformes dont la présence dans le tissu cellulaire sous-cutané chez l'humain détermine la loase, ou filariose à Loa. Ce parasite est originaire d'afrique centrale et occidentale et son cycle de vie commence lorsqu'il est transmis par une femelle chrysops.

## Répartition géographique et importance
Strictement limitée à une large bande de territoire africain sur le pourtour du golfe de Guinée, c'est une filariose peu importante par son faible degré de pathogénicité, si l'on excepte quelques très rares cas.

## Morphologie
Petits vers blancs, opalins, à cuticule bosselée ; le mâle mesure 3 cm, la femelle, deux fois plus.

## Biologie
Les adultes, très mobiles, vivent, souvent plus de 20 ans, dans le tissu cellulaire sous-cutané de l'humain, se déplaçant sans cesse à la vitesse de 1 cm par minute. Ils ont une prédilection particulière pour l’œil.
Le cycle évolutif est à deux hôtes : l'humain, hôte définitif et une mouche tabanide, la Chrysops femelle, hématophage piquant aux heures chaudes.
Les filaires femelles gravides émettent dans le tissu cellulaire des microfilaires de 300 microns, qui passent dans les lymphatiques puis dans le sang ; à périodicité diurne, elles sont dans le sang périphérique au milieu de la journée, d'où leur nom de microfilaria diurna. Elles y sont pompées par une femelle de Chrysops avec son repas de sang, passent dans sa cavité générale et, devenues larves infestantes, s'accumulent dans la gaine de la trompe. Elles s'en échappent lors de la piqûre suivante, pénètrent activement à travers les téguments du sujet neuf et gagnent le tissu cellulaire sous-cutané où elles atteignent le stade adulte en 3 mois ou plus.

## Clinique
Les deux manifestations cliniques habituelles de cette filariose bénigne sont les œdèmes de Calabar et les troubles oculaires :
- les œdèmes de Calabar sont de petits placards œdémateux de quelques centimètres, indolores, fugaces, migrateurs, localisés au dos des mains et des doigts, à la face, aux membres. Ils sont associés à un prurit continu, insupportable, et à une éosinophilie atteignant souvent 80 % ;
- les troubles oculaires, provoqués par le passage d'une filaire sous la conjonctive, sont inflammatoires et allergiques : conjonctivite, photophobie, larmoiement et œdème conjonctival.

C'est très exceptionnellement que l'on a pu rapporter à la loase des troubles cardiaques, des atteintes méningées ou nerveuses.

## Diagnostic
Les œdèmes fugaces, le prurit, les troubles oculaires et l'éosinophilie commandent la confirmation parasitaire par découverte :
- des larves dans le sang périphérique pendant les heures chaudes (11h. - 15h.), soit par étalement direct, soit par hémolyse et concentration ;
- des adultes, extraits de la peau ou de la conjonctive lors de leur passage. Ici, le test de Mazzotti ne déclenche pas de prurit (diagnostic avec l'onchocercose) mais seulement un peu de céphalées ou des œdèmes localisés.

## Traitement
Le traitement est dépendant du nombre de larves retrouvées dans le sang (microfilarémie); l'albendazole est utilisé pour le traitement des loases dont la microfilarémie est supérieure à 8000/ml. Pour les charges parasitaires comprises entre 2000 et 8000/ml, l'ivermectine est préconisée. Enfin, lorsque le nombre de larves circulantes passent sous le nombre 2000/ml, la diéthylcarbamazine (DEC) prend le relais pour éradiquer le parasite, sous ces formes larvaire et adulte.
Il est généralement associé à un traitement anti-histaminique ou corticoïde pour réduire le risque d'effets secondaires et de réactions immunoallergiques dus à la lyse des parasites.